# Hudson Hawk - Il mago del furto
(Darwin Mayflower rivolto a Eddie)
Hudson Hawk - Il mago del furto (Hudson Hawk) è un film del 1991 diretto da Michael Lehmann.
Scritto da Robert Kraft e Bruce Willis, che ne è anche attore protagonista, il film ha uno stile tra il surreale e il fumettistico.

## Trama
New York. Eddie "Hudson Hawk" Hawkins, un geniale ladro che va matto per il cappuccino, è appena tornato libero dopo dieci anni in prigione, e reincontra il suo vecchio amico Tommy, che gli propone subito un nuovo colpo. Eddie vorrebbe chiudere con il passato e ricominciare una nuova vita, ma suo malgrado si ritrova costretto ad aiutare l'amico.
Tommy infatti è "obbligato" a compiere il furto per saldare un debito: Eddie e Tommy dovranno rubare dei cristalli (costruiti da Leonardo da Vinci e nascosti in alcune delle sue più famose opere d'arte) che, una volta assemblati insieme, riuscirebbero a tramutare il semplice piombo nel prezioso oro.
Braccato dalla CIA e dagli strambi coniugi Mayflower (che vogliono entrambi impadronirsi dell'invenzione), Eddie si ritrova catapultato fino a Roma, dove trova aiuto nella bella e misteriosa Anna. Insieme a lei, Eddie e Tommy cercano di evitare che l'invenzione di Leonardo cada nelle mani sbagliate.

## Riconoscimenti
- 1991 – Razzie Awards
  - Peggior film

## Altri media
Nel 1991 uscì il videogioco Hudson Hawk tratto ufficialmente dal film, per diversi computer e console.